# 신법 지평일구 (보물 제839호)
신법 지평일구(新法 地平日晷)는 중국 명의 1636년에 새로운 역법에 따라 만들어진 평면 해시계이다. 1985년 8월 9일 대한민국의 보물로 지정되었다. 
해시계는 해 그림자로써 시각을 알아보는 시계이다. 이런 해시계에 대한 공식적인 기록은 《세종실록》에 처음으로 나타난다. 세종 때에는 앙부일구·현주일구·천평일구·정남일구 등이 제작·사용되었다.
이 숭정9년명 해시계는 《증보문헌비고》에 언급된 지평일구로 명나라의 이천경이 만든 지평일구를 가리킨다. 그리고 이 유물이 숭정 말년에 들어왔다는 내용으로 미루어 우리 나라로의 유입경위는 소현세자 일행이 가지고 온 것일 가능성이 제시된다. 또한, 이 유물이 중국에서 들어와서, 창덕궁 홍문관 남쪽 계단에 안치되었다가 1770년에 창덕궁 밖의 서운관에 이전 안치되었던 사실도 확인된다. 그리고 이천경의 말을 통하여 그 원리를 알 수 있는데, 시반이 수평을 이루는 평면이고, 13개의 줄로 24절기를 표현하였으며, 그와 직교되게 시각선을 그려 시간을 알 수 있도록 하였다. 시표는 청동으로 만든 삼각형 기둥을 세워던 것도 알 수 있다.
현재 이 유물의 시반면은 잘 연마된 평면으로 되어 있는데, 그 위에 시간을 나타내는 시각선과 24절기를 나타내는 절후선이 조밀하게 새겨져 있다. 사반면에는 '신법지평일구'라는 이름과 함께 '숭정9년세차병자일전 흠정수독배신탕약망라아곡'이란 명문이 새겨져 있어, 아담샬의 시헌역법으로 1636년에 제작된 지평일구임을 알 수 있다. 이 유물은 일제 때 창경궁 박물관으로 옮겨졌다가, 광복 후 명정전 뒤에 보관되었으며, 다시 세종대왕기념관으로 옮겨진 후, 현재는 국립고궁박물관에 있다.

## 참고 자료
본 문서에는 서울특별시에서 지식공유 프로젝트를 통해 퍼블릭 도메인으로 공개한 저작물을 기초로 작성된 내용이 포함되어 있습니다.